# 厄夜叢林
《厄夜叢林》（又译、《布萊爾女巫》），其为一部由Haxan电影制作公司制作并于1999年发行的低预算美国恐怖电影，整部电影用业余拍摄的镜头拍攝，用以模擬纪录片形式，增加其真实性。另有根据电影而来的同名游戏，共有三部。
观众被告知的是，有三位學生背負著八天份的糧食，深入叢林探索布萊爾女巫傳說，卻遭遇到難以解釋的靈異現象，最後全體失踪，也找不到屍體，事發一年後，他們所拍下的片子被意外發現，交代了他們的下場，而本片正是他們所拍下被尋回的片子。整個舞臺在馬里蘭州柏萊克鎮（Burkittsville）取景，藉由難以捉摸的大自然環境，以及森林內陰暗詭異的氣氛，發揮出淋漓盡致的效果，成功模糊了虛構與現實間的界線。
上映前，兩位年青導演在美國日舞影展內，背負著拷貝好的厚重影片，不厭其煩的向電影片商推銷，但總是四處碰壁。最終，影片才由藝匠娛樂公司（Artisan Entertainment）購得，得以順利於電影院內公開放映。
上映後，從第一週僅有27家電影院放映，到第四週飆升2142家電影院放映，急遽擴增80倍以上。然而，行銷公司事前已於網際網路上，有計劃性的提供影片相關資訊，引發起網友熱烈的廣泛討論，成功創造影片的話題性，其魅力完全在電影票房中表現出來。
至今，影片全球收益已經高達三億美元的傲人佳績，成為僅次於《深喉嚨》投資報酬率次高的獨立電影，轟動世界影壇。
续集《阴魂怒吼》于2000年10月27日发行。2016年，推出第三部電影《追殺厄夜叢林》（英語：Blair Witch）。

## 角色
| 角色名稱      | 演員          | 備註                |
| ------------- | ------------- | ------------------- |
| 海瑟·唐納休   | 海瑟·唐納休   | Heather Donahue     |
| 喬舒亞·李納德 | 喬舒亞·李納德 | Joshua Leonard      |
| 麥可·威廉斯   | 麥可·威廉斯   | Michael C. Williams |

## 劇情

### 前設
1994年10月，三位年轻的電影系學生海瑟、喬舒亞和麥可到馬里蘭州柏萊克鎮(Burkittsville)布莱克山（英文：Black Hills）的叢林內，打算尋找小鎮傳說中的布萊爾女巫，並以16釐米攝影機去拍攝整個探訪過程，製作成纪录片。他們背負著八天份的糧食深入森林裏，不久後便迷失方向，還陸續神秘失蹤，消失在叢林間，再无音讯。
他们失踪后，尸体一直没有找到。而1995年10月，當三位學生神秘消失事件發生一年後，他们所攜帶的摄影设备（连同大部分的画面及枪杀镜头）后被人发现。本片即為攝影機所錄下，三位學生進入森林後所經歷狀況的記錄。
纪录片夹杂着黑白彩色颗粒，手持摄像机的摇晃及自然光照明，全片展现的大部分是三名学生在树林穿梭寻找传说线索的经历，许多悬念都被透露给观众，包括了一些具体迹象揭示了三名学生的最后命运。

### 採訪
影片中，他們采访当地人。两个当地人告诉他们一位名为鲁斯汀·帕尔（Rustin Parr）的隐士在1940年至41年在他家绑架了7名儿童。帕尔把孩子们带入他的地下室，強迫其中一名孩子面朝角落，然後他就杀死另一個沒有面對角落的孩子。帕尔最终向警察自首，后来他神智错乱，说一个在17世纪被杀的巫婆游魂引诱他去杀这7名儿童。他们还采访一名古怪的老妪玛丽·布朗（Mary Brown），她告诉他们自己曾遇到过变成年轻姑娘的女巫。海瑟指出玛丽怪屋门前有树枝交织而成的架子。

### 初進丛林
第二天，学生们开始探索柏萊克鎮附近树林寻找证据。路上，渔民警告他们，树林里总是闹鬼。学生们登山到棺材岩（英語：Coffin Rock），并在那宿营过夜。在十九世纪有5名男子于棺材岩被发现遭仪式杀害。后一天，他们陷入树林深处，深入到他们已经不能依靠地图知道自己到底在哪了。他们最终到了一个古老的墓地与七个小石塚，在附近搭了营地。天黑后他们一人意外地打乱了其中石塚，匆忙修理它。后来，他们听到奇怪的开裂声在黑暗中的未知处传来。

### 迷路
又过了一天，他们继续试图走出这里，但是夜幕也依旧无情地来临，他们被迫宿营过夜。那晚，他们再次听到开裂的声音，但无法在黑暗中看到是什么。清晨，他们发现三个小石塚在夜间里围绕着他们的帐篷搭了起来。大家继续尝试着寻找走出树林的路，而海瑟意识到她的地图不见了，而麥可则承认是他前一天丟入溪水的。他们忽然明白自己彻底迷路了，手头既没有地图也不认得在哪，他们于是决心一直向南走。不久他们在树上发现了一个用枝条编织而成的人形架子被悬挂着。入夜后，他们听到更多奇怪的声音，包括小孩的话语声，和不知名物在帐篷两边蹭过的悉簌声。他们逃离自己的帐篷，恐慌地隐藏在黑暗的树林里一直到天亮。回到帐篷后，他们发现，他们的行李被翻了个遍，而喬舒亞的装备被淤泥埋了起来。在一个场景中，他们徒步行走了大半天却最终回到了起点，他们认识到，他们完全在绕圈子。

### 失踪
早上，喬舒亞已经消失了。麥可和海瑟徒劳的寻找，但只能无功而返。那天晚上，他们听到喬舒亞的尖叫声在黑暗中回荡，但却无法找到他。早上，海瑟发现一堆棍棒和衣物在帐篷外，发现它里面有血浸湿的衣服、人类牙齿和人体组织，但她没有对麥可提及。当晚，他们听到喬舒亞的痛苦呼救，并发现在树林里有一座被遗弃的房子。麦克跑入地下室后似乎有一场打斗，然后是一阵沉默和相机坠地的声音。接着，海瑟也进入地下室，看到麦克面朝墙蜷缩在角落。最后是海瑟丢掉了摄影机，还有她一阵尖叫后无尽的沉默。

## 獎項
- 金酸莓獎

- 1999年第20屆「最差女主角獎」：海瑟·唐納休

## 逸事
- 影片工作人員在接受探索頻道訪問時表示，全部劇情並未事先告訴三位演員，導演則是事先將所交待的少數劇情放置一捲影帶空盒內，全部皆在影片拍攝前才個別交給演員。而且每位演員所拿到的劇情內容只有個人的部分，完全不知道他人的部分，其他則都讓演員們各自發揮。為此，攝影師需要躲藏叢林內最不易被發現的暗處角落，拍攝演員最真實感受，甚至於有次攝影師在拍攝途中，發生在森林迷路的事件，經過整整2小時才返回預定地點集合。
- 電影公司巧妙的利用了電影本身以手提式攝影機拍出的第一人稱敘事方式，在廣告行銷方面利用在網際網路放出內容模稜兩可的假新聞，營造出的詭譎氣氛極成功的在上映前營造了話題性，因而在日後被視為電影行銷的經典策略之一。有部分觀眾甚至在進入戲院時認為，影片來源與內容是真實發生的超自然事件。
- 電影票房出乎意料的賣座後，使得拍攝的小鎮一夕之間成名，讓不少影迷也特地前往當地探訪。但是，影迷們的話題都不斷圍繞在是否有布萊爾女巫傳說，四處尋問當地居民女巫的真實性，反而造成居民的不少困擾，卻反到更恰似影片劇情內容。
- 美國喜劇電影《驚聲尖笑》在影片內，亦特意添加本片經典片段，大肆嘲諷及惡搞一番。

## 備註
1. ↑  1999年台灣票房 的存檔，存档日期2004-12-14.，〈台灣電影資料庫〉
2. ↑  香港電影票房 1999 〔外語電影〕 的存檔，存档日期2007-12-25.，〈香港電影票房全紀錄〉
3. ↑  EMBA雜誌編輯部：《挑逗顧客的好奇心[永久]》，《EMBA世界經理文摘》

## 外部連結
- 厄夜叢林（The Blair Witch Project） （页面存档备份，存于），〈網路電影資料庫〉
- 厄夜叢林　美國官方網站（页面存档备份，存于）